# Helij
Helij (latinsko helium, angleško helium) je kemični element iz skupine žlahtnih plinov, ki ima v periodnem sistemu simbol He in atomsko število 2. Je najmanj reaktiven izmed vseh elementov, trenutno je poznanih le nekaj njegovih molekul, večina od njih je stabilna le pod visokimi pritiski. Ima najnižje tališče izmed vseh elementov pri 0,95 K, njegova posebnost pa je tudi, da pri navadnem zračnem pritisku ne more zamrzniti. Na Zemlji in na splošno v vesolju obstaja le kot plin, razen pri ekstremno nizkih temperaturah. Čeprav je na Zemlji dokaj redek, je v vesolju drugi najpogostejši element. Na Zemlji ga najdemo v večjih količinah npr. v zemeljskem plinu. Uporablja se v kriogeniki, v globokomorskih dihalnih sistemih, za napihovanje balonov in kot varovalni plin za številne namene. Helij ni strupen, vendar ima lahko njegovo vdihavanje še vedno smrtne posledice, saj onemogoči dostop kisika v kri.
Helij je poznan tudi kot supertekočina. Ima dve različni fazi tekočine. Nad točko lambda (2,1768 K) se obnaša kot navadna tekočina (poznana kot tekoči helij Ⅰ), pod njo pa nastane supertekočina (poznana kot tekoči helij Ⅱ).
Leta 1895 ga je odkril Sir William Ramsay. Ime in simbol izvirata iz grščine, kjer helios pomeni Sonce.

## Lastnosti

### Atom
Helij ima vrstno število 2, torej ima dva protona. V naravi se pojavljajo izotopi helija brez, z enim ali z dvema nevtronoma, vendar ima velika večina atomov v jedru 2. Okoli jedra atoma krožita dva elektrona, ki zapolnita 1s orbitalo in tako tudi zapolnita prvo elektronsko lupino. zaradi tega je helij kemijsko stabilen in nerad sodeluje v kemijskih reakcijah, kar dokazujeta tudi ionizacijski energiji, ki sta višji od ionizacijskih energij vseh drugih elementov. Helijev atom je drugi najpreprostejši model atoma, takoj za vodikovim atomom (če ne upoštevamo nevtronija), vendar natančna določitev njegovih elektronov je že onemogočena, saj problem treh teles ne omogoča natančnih kalkulacij sistema s tremi telesi ali več. Njegove elektrone lahko še vedno napovemo z relativno nizko napako 2% in v le nekaj korakih. Iz kalkulacij lahko tudi ugotovimo, da je efektivni jedrski naboj Z v helijevem atomu okoli 1,69, in ne 2, kot je naboj jedra brez elektronov.
4He ima tudi izredno visoko energijo vezanja (28,3 MeV) in je zato tudi ena izmed glavnih razpadov večjih atomov (alfa delec). Eksperimenti so pokazali, da tako v jedru, kot v elektronskem oblaku od središča ven pada gostota naboja, torej sledita nevtrona in protona v jedru istim načelom, kot elektrona. Vsi fermioni zapolnijo 1s orbitalo, si izničujejo spine ter nimajo kotne gibalne količine. Če bi želeli dodati še en delec, bi s tem drastično zmanjšali stabilnost in zaradi tega ne obstaja stabilen izotop s petimi delci v jedru. Ob nadaljevanju raziskovanja se je ugotovilo, da energija veznanja sledi nekemu zaporedju. Pri tem so se izoblikovala t. i. magična števila, ki predstavljajo število nevtronov in protonov v jedrih, kjer je najvišja energija vezanja in so tako najbolj stabilni. 4He ima tako za število nevtronov, kot število protonov magično število (2) in ima tako veliko višjo energijo vezanja kot ostali podobni atomi. Pomembno vlogo igra tudi parnost nevtronov in protonov, in sicer je za atom večja možnost, da je stabilen, če ima parno število nevtronov in protonov, kar 4He ima. Še en kriterij je, da ima atom več ali enako protonov kot nevtronov, čemur tudi sledi.
Zaradi tolikšne stabilnosti 4He ga je veliko v zvezdah. Zvezde, podobne velikosti kot naše sonce, proizvajajo svetlobo z proton–proton fuzijo. V fuziji se pojavljajo vsi trije naravni izotopi helija, vendar se velika večina 2He in 3He pretvori v 4He. Tudi če je zvezda zmožna tvoriti večje atome, jih zelo težko, saj naslednja produkta, ki sta 5He ali 5Li, hitro razpadeta nazaj na 4He ter imata tako tudi nižjo energijo vezenja, kar pomeni, da se helij niti ne bi želez združiti v večje atome. Težji elementi zaradi istega problema tudi pri velikem poku niso mogli nastati in zato helij-4 v vesolju predstavlja 26% vse snovi po masi. Naslednji element, ki ima višjo vezno energijo na nukleon je šele ogljik, kar bi za proizvodnjo zahtevalo trčenje treh 4He atomov skupaj naenkrat, za kar je zelo majhna možnost in se ga je zato pri velikem poku proizvedlo zelo malo.
Ostala izotopa sta manj pogosta in imata nižjo energijo vezanja. 3He je prav tako stabilen in ima energijo vezanja 8,7 MeV. Je eden izmed dveh stabilnih izotopov, ki ima v jedru več protonov kot nevtronov, drugi je protij. Ima parno število protonov, vendar neparno število nevtronov, kar je druga najbolj optimalna kombinacija, vendar veliko slabša od prve. 2He je izredno nestabilen, saj ima v jedru le dva protona in je brez nevtronov, kar resno krši idealno razmerje med nevtroni in protoni. Če bi bila močna sila 2% močnejša, bi bil bistveno bolj stabilen. Spin–spin interakcije med protonoma in Paulijevo izključitveno načelo povzročita, da protona nimata poravnanih spinov, kar se vidi v negativni sili vezenja.
Še ena pomembna razlika je ta, da ima 3He zaradi lihega števila delcev (dva protona + nevtron + dva elektrona) spin ½, torej je  fermion, 4He pa ima spin 0, torej je bozon. To pomeni, da sledita drugačnim fizikalnim načelom in se zato pojavljajo nezanemarljive razlike med fizikalnimi lastnostmi obeh izotopov, kar se še posebej vidi v tekoči obliki.

### Makroskopske lastnosti
Helij je pri sobni temperaturi brezbarven plin brez vonja ali okusa in ni vnetljiv. Njegova gostota pri 20°C in navadnem pritisku je 0,1786 g/L, kar je skoraj sedemkrat manj gosto od navadnega zraka, zato se ga večina nahaja v višjih slojih atmosfere. Zaradi šibkih interakcij med atomi ima najnižje vrelišče izmed vseh elementov pri −268,96°C, zamrzne pa le pod visokim pritiskom. Je slabo topen v polarnih topilih. Njegova topnost v vodi znaša 0,97 mL/L pri 0°C, 14 mL/L pri 21°C in 10,8 ml/L pri 50°C, v etanolu pa ni topen. Čeprav je helij nepolaren, vseeno ni dobro topen v nepolarnih topilih. V nasičeni raztopini cikloheksana helij ne predstavlja niti 1% vseh atomov. Parni tlak se hitro veča in pri temperaturah, višjih od 5,1 K za 4He in 3,3 K za 3He, nimamo še izmerjenih podatkov. Gostota helija se s temperaturo manjša, razen okoli točke lambda, kjer je volumski raztezek za 4He negativen (pri 3He pa normalno narašča). Specifična toplota helija s temperaturo zelo niha. Veliko povečanje je pri točki lambda (do prb. 12,6), nato pa začne znova strmo naraščati po 4 K. Izparilna toplota se veča do okoli 3 K (23,7 J/gm) in začne nato strmo padati. Temperatura z naraščanjem entropije strmo narašča. Pri navadnem pritisku in entropiji 18 J/gK je temparatura 25 K. Toplotna prevodnost pri nizkih temperaturah narašča linearno, pri višjih pa se počasi upočasnjuje. Površinska napetost je pri 1 K 0,347 dyn/cm, nato pa strmo pade in je pri 5 K le še 0,020. Viskoznost helija po lambda točki spva narašča do 37,8 mikropoisov pri 2,8 K in začne nato padati. Hitrost zvoka v heliju pri nizkih temparaturah je veliko nižja, kot pri sobni temperaturi (glej infopolje za več informacij).

### Kemijske lastnosti
Helij je najmanj reaktiven izmed vseh elementov. Ima popolnoma zapolnjeno svojo zadnjo in edino elektronsko lupino oz. orbitalo 1s. Njegovi ionizacijski energiji sta najvišji izmed vseh elementov in posledično je tudi med elementi z najvišjo elektronegativnostjo. Elektronegativnosti po Paulingovi lestvici se mu sicer ne moremo določiti, vandar po Allred-Rochowovi lestvici je na tretjem mestu – takoj za neonom in fluorom. Kljub temu helij ne tvori ionskih in kovalentnih vezi, saj z elektronsko afiniteto 0,080 eV komaj da teži k temu, da bi pridobil ali oddal elektrone. Pearsonova gostota helija je 12,3 eV, kar je najvišja vrednost izmed vseh elementov in se z agregatnim stanjem minimalno spreminja. Polarizabilnost 4He je 0.51725408(5), kar je izredno nizko, zato lahko tvori le zelo šibke van der Waalsove sile. Znana oksidacijska stanja helija so od −1 do +2, vendar razen oksidacijskega stanja 0 drugi niso bili opaženi še v spojini, vendar le kot prosti ioni. Od ionov se v naravi pojavlja He2+ oziroma natančneje 4He2+, ki je v bistvu le jedro 4He, brez elektronov. Nastane kot stranski produkt ɑ–razpada in zaradi tega nima elektronov, ki pa jih lahko pridobi iz okolice. Tako se lahko spremeni v stabilnejši He+ ali v želeno stanje, nevtralen He. Vse ione se da proizvesti tudi umetno. Velika verjetnost je tudi, da obstaja He2−, vendar njegov obstoj še ni bil dokazan. Raziskovanje novih helijevih ionov bo potekalo v negativno smer, saj ne more tvoriti kationa z nabojem več kot 2, saj imamo le dva protona. Verjetnost, da bi se druga oksidacijska stanja pojavljala v molekulah je nizka. Zaradi velike elektronegativnosti bi helij pobral elektrone drugega atoma, vendar med njima ne bi nastala ionska vez, saj bi bil helij sedaj nevtralen. Med njima bi se lahko vzpostavile le van der Waalsove sile, kot pri ostalih do sedaj znanih molekulah.

## Alotropi
Najpogostejša oblika helija na Zemlji je atomna oblika. V njej helijevi atomi niso povezani drug z drugim. Ta oblika je najpreprostejša in najstabilnejša, saj helij nerad tvori molekule in so zato te manj stabilne.
Poznamo tudi helijev dimer, trimer in tetramer, v katerih je helij z van der Waalsovimi silami povezan še z enim, dvema oz. tremi atomi. Helijev dimer ima zelo dolgo dolžino vezi – kar 62 ± 10 Å. Za primerjavo, dolžina vezi v vodi je le 0,95 Å. Energija vezanja v dimeru je le 1,1 mK in zaradi tega že ob manjših zunanjih silah razpade.  Helijev trimer in tetramer imata ciklično obliko, imenovano tudi kvantni halo. Ima še daljšo dolžino vezi, okoli 100 Å. Atomi so v Efimovem stanju, ki je bilo predvideno že več kot 40 let nazaj, vendar odkrito šele leta 2015. Zaradi dolgih vezi se helijevi atomi razporedijo asimetrično in ne tvorijo enakostraničnega trikotnika. Helijeve molekule so lep primer prikaza, kako ima razlika med fermionom in bozonom vpliv na kemijske lastnosti. Helijev dimer je namreč lahko le iz dveh 4He, dimera 4He3He in 3He2 nista stabilna. Podobno je tudi pri tri- in tetramerih; v vsaki izmed molekul morata biti najmanj dva bozona. Razlika v izotopih tudi vpliva na to, ali molekula doseže popolni kvantni halo. Pri trimeru tako 4He3 in 4He23He dosežeta popolni halo, medtem ko so izračuni pokazali, da tetramera 4He4 in 4He33He ne dosežeta popolnih halojev, vendar le 4He23He2.
Najverjetneje obstaja tudi metalična oblika helija. V tej obliki začne helij prevajati elektriko in dobi izgled kovine. Po nekaterih izračunih je predvideno, da se helij spremeni v enojno ionizirano metalično obliko že pri gostoti 5,3 g/cm3, po drugačnih načinu izračuna pa naj bi postal kovina šele pod pritiskom okoli 25,7 TPa, ko bi imel gostoto 21,3 g/cm3. V obeh primerih bi moral biti helij pod velikim pritiskom, nekajkrat višjim od zračnega pritiska na Zemlji. Predvidena je tudi dvojno ionizirana oblika, ki pa bi zahtevala še bolj gost helij in tako večji pritisk. Kljub težko dosegljivim pogojem, ki omogočajo metalično obliko, se metaličen helij najbrž pojavlja v vesolju. Obstajal naj bi v zunanjih slojih belih pritlikavk. Bele pritlikavke naj bi imele gosto sredico iz ogljika in kisika, okrog pa obdane s skoraj čistim helijem in vodikom. V obliki tekoče kovine, podobne živemu srebru, bi se lahko tudi pojavljal v jedrih Jupitra in Saturna. Tam bi bil helij izpostavljen pritisku okoli 7 TPa in temparaturam med 10.000 in 20.000 K.
Zabeležen je tudi obstoj amorfne oblike, ki je bila dosežena z 4He pri temapraturi 0,05 K in tlaku 48,6 bara. Pri temperaturah, višjih od 1 K se amorfen helij preprosto stopi v tekoč helij .

## Izotopi
Znanih je 9 izotopov helija, od 2He do 10He, od teh sta stabilna le 3He in 4He. Najpomembnejša izotopa za raziskovanje sta, poleg stabilnih izotopov, tudi 2He in 10He, torej skrajna dva do sedaj odkrita izotopa. V naravi je večina (več kot 99%) helija 4He, poleg stabilnih izotopov pa se v naravi v sledovih pojavlja tudi 2He. Za razliko od večine ostalih elementov se helijevi izotopi v naravi pojavljajo ločeno, še vedno kot zmes obeh stabilnih izotopov, vendar eden bistveno prevladuje.
2He, v jedrski fiziki večkrat klican diproton, je pomemben, saj predstavlja skrajnosti atomov. Je eden izmed petih do sedaj odkritih izotopov, ki imajo v jedru le eno vrsto nukleona, kar omogoča preučevanje stabilnosti in obnašanja enakih delcev vezanih med sabo. Je tudi eden izmed dveh izotopov helija (poleg 4He), ki ga izvrže jedro nestabilnih atomov. 2He nastane pri nekaterih dvoprotonskih emisijah, na primer pri 18Ne. Obstoj diprotona še ni popolnoma dokazan, vendar je velika verjetnost, da obstaja. Prav tako nimamo natančnih podatkov za njegov razpad. Vemo, da je razpolovna doba krajša od milijardinke sekunde ter da večinoma razpade na protij. Iz proton-proton fuzije v zvezdah vemo, da zelo redko razpade tudi na devterij. Odstotek, ko diproton razpade na devterij je ocenjen na 10−28%. Na zemlji se pojavlja v sledovih in le v višjih slojih atmosfere. Nastane, ko helij-3 in helij-4 iz kozmičnih žarkov trčita v vodikove atome. Ker razpade zelo hitro je njegov delež težko predvideti in se hitro spreminja. Helij-2 se pojavlja le v odročnih krajih in v zelo majhnih deležih, zato je nevarnost, da bi bil helij radioaktiven, minimalna.
3He in 4He sta edina stabilna izotopa helija. Helij-3 je eden izmed dveh (poleg protija) stabilnih izotopov, v katerih je število protonov višje od števila nevtronov. Za razliko od izotopov ostalih elementov, imata 3He in 4He velike razlike v lastnostih, ki so vidne še posebej pri nizkih temperaturah. Razlog za to je, da ima helij-3 liho število fermionov, helij-4 pa sodo. Več lastnosti 3He in 4He je opisanih pod lastnosti atoma. Večina helija na zemlji obstaja že od same formacije zemlje, v manjših deležih pa nastaja na zemlji helij-4 z razpadom alfa, helij-3 pa z razpadom tritija. Oba izotopa se tudi pojavljata v kozmičnih žarkih. Nahajališča obeh izotopov v naravi so precej različna – helij-4 se v največjih količinah pojavlja v zemeljskem plinu, kamor pride po alfa razpadu radioaktivnih elementov v notranjosti Zemlje. Helij-3 je bistveno težje pridobiti. Največ se ga pojavlja okoli vulkanov, kot prost v ozračju ali ujet v bazaltnih kamninah.
Izotopi, višji od 4He so vsi nestabilni. Opazi se lahko, da imajo izotopi s sodim številom nevtronov daljšo razpolovno dobo, kot tisti z lihim številom, kar dokazuje večjo stabilnost atomov, če je sodo število protonov in nevtronov v jedru. Pri raziskovanju izotopov je bilo veliko zanimanje za iskanje izotopa 10He, saj ima 8 nevtronov in 8 je še eno magično število. Kljub temu, da sta obe števili magični, je 10He hudo nestabilen in razpade v 3,1 zeptosekunde. Najmanj stabilen izmed vseh do sedaj odkritih izotopov je 5He, ki ima zaradi dodanega kršenja stabilnosti 4He z enim nukleonom veliko težnjo, da bi se spremenil nazaj v 4He. Večina težkih helijevih izotopov razpade na lažje izotope helija, 6He in 8He pa največkrat na litij. Od leta 2000 ni bil odkrit noben nov izotop. 11He je najbrž zaradi istih razlogov kot 5He izredno nestabilen.

### Ločevanje3He in4He
3He in 4He sta edina izotopa, na katerih lahko delamo eksperimente, saj imajo drugi prekratke razpolovne dobe. Poraba helija-3 v ZDA je bila leta 2020 okoli 60.000 litrov in narašča. Cene helija-3 sunkovito rastejo zaradi pomanjkanja izotopa v naravi. Leta 2009 je bila za komercialno uporabo cena helija-3 450$ na liter, medtem ko sedaj dosega ceno tudi po 2750$. Razlog za to izvira tudi iz slabe eficentnosti procesov za purifikacijo. Obstajajo trije glavni načini purifikacije: najpogosteje se uporablja purifikacija supertekočih izotopov helija. Proces je drag in zahteva posebno opremo, pri njem pa izgubimo okoli 50% helija-3. Drugi način zahteva še nižje temperature, vendar z njim ne izgubimo toliko helija-3, saj se ne meša več s helijem-4. Tretji način vključuje semipermiabilne membrane, ki bi imele razpoke dovolj velike za prehod 3He, vendar ne 4He.

## Agregatna stanja
Je komprimiran plin - v visokih koncentracijah lahko učinkuje dušeče. Pri vdihavanju pride do t. i. Mickey Mouse efekta-trenutna višja frekvenca glasu. Kot utekočinjen plin je nizkotemperaturen; kontakt s tekočino lahko povzroči mrzle opekline/ozebline.

### Obstojnost in reaktivnost
- stisnjen plin - stabilen pod normalnimi pogoji.
- tekoč plin - stabilen pod normalnimi pogoji. Iztekajoča se tekočina lahko povzroči krhkost konstrukcijskih materialov.

## Pridobivanje
Helij se nahaja v atmosferi v koncentraciji približno petih delcev na milijon. Zaradi nizke koncentracije je komercialno pridobivanje iz zraka nepraktično. Na srečo pa je bilo odkritih nekaj nahajališč zemeljskega plina, ki vsebujejo precejšnje količine helija. Tako se ves komercialni helij pridobiva iz nahajališč naravnega plina, katerega majhen del je tudi helij v koncentracijah nad 0,3 odstotka na količino zemeljskega plina. Večina helija na svetu prihaja iz nahajališč zemeljskega plina, ki so v ozkem pasu ozemlja Teksasa, Oklahome in Kansasa ter na vzhodnem kraku Skalnega gorovja v Združenih državah Amerike.

## Uporaba
Helij se uporablja:
- pri obdelavi kovin, za oblikovanje inertne plinske zaščite in preprečevanje oksidacije med varjenjem kovin, kot so aluminij, nerjaveče jeklo, baker in magnezijeve litine;
- v letalski in vesoljski industriji kot gorivo za ultralahka letala, aerostate/balone;
- v polprevodniški industriji za zagotavljanje varovalne atmosfere ter kot medij za prenos toplote pri rasti germanijevih in silicijevih kristalov za tranzistorje in laserje;
- za izdelavo optičnih vlaken za telekomunikacijske kable;
- pri kemijski obdelavi (kot nosilni plin) za omogočanje analize čistosti in sestave kemijskih snovi s kromatografijo;
- za odkrivanje uhajanja (oz. za preverjanje brezhibnosti glede tega) pri tlačnih ali vakuumskih sistemih oz. za preskus uhajanja pri cevovodih;
- pri globokomorskem potapljanju (kot nosilni plin za kisik) za omogočanje dihanja v primeru sintetičnih dihalni zmesi, ki jih uporabljajo globokomorski potapljači, ki se ukvarjajo z znanstvenimi raziskavami, raziskovanjem ali razvojem virov nafte in plinov na odprtem morju.